# Lijst van afleveringen van Baywatch
Dit is een lijst met afleveringen van de Amerikaanse televisieserie Baywatch. De serie telt 11 seizoenen. Een overzicht van alle afleveringen is hieronder te vinden.

## Seizoen 1
| Nr. | Titel aflevering           | Uitzenddatum VS   |
| --- | -------------------------- | ----------------- |
| 0   | Panic at Malibu Pier       | 23 april 1989     |
| 1   | In Deep                    | 22 september 1989 |
| 2   | Heat Wave                  | 29 september 1989 |
| 3   | Second Wave                | 13 oktober 1989   |
| 4   | Message in a Bottle        | 20 oktober 1989   |
| 5   | The Sky Is Falling         | 27 oktober 1989   |
| 6   | The Drowning Pool          | 3 november 1989   |
| 7   | Rookie School              | 10 november 1989  |
| 8   | Cruise Ship                | 24 november 1989  |
| 9   | The Cretin of the Shallows | 1 december 1989   |
| 10  | Shelter Me                 | 8 december 1989   |
| 11  | The Reunion                | 15 december 1989  |
| 12  | Armored Car                | 5 januari 1990    |
| 13  | Home Cort                  | 12 januari 1990   |
| 14  | We Need a Vacation         | 26 januari 1990   |
| 15  | Muddy Waters               | 2 februari 1990   |
| 16  | Snake Eyes                 | 9 februari 1990   |
| 17  | Eclipse                    | 23 februari 1990  |
| 18  | Shark Derby                | 2 maart 1990      |
| 19  | The Big Race               | 16 maart 1990     |
| 20  | Old Friends                | 30 maart 1990     |
| 21  | The End?                   | 6 april 1990      |

## Seizoen 2
| Nr. | Titel aflevering                          | Uitzenddatum VS   |
| --- | ----------------------------------------- | ----------------- |
| 1   | Nightmare Bay: Part 1                     | 23 september 1991 |
| 2   | Nightmare Bay: Part 2                     | 23 september 1991 |
| 3   | The One That Got Away                     | 30 september 1991 |
| 4   | Money, Honey                              | 7 oktober 1991    |
| 5   | The Fabulous Buchannon Boys               | 14 oktober 1991   |
| 6   | Point of Attack                           | 21 oktober 1991   |
| 7   | Sandcastles                               | 28 oktober 1991   |
| 8   | Thin or Die                               | 4 november 1991   |
| 9   | The Trophy: Part 1                        | 11 november 1991  |
| 10  | The Trophy: Part 2                        | 18 november 1991  |
| 11  | If Looks Could Kill                       | 25 november 1991  |
| 12  | Reunion                                   | 27 januari 1992   |
| 13  | War of Nerves                             | 3 februari 1992   |
| 14  | Big Monday                                | 10 februari 1992  |
| 15  | Sea of Flames                             | 17 februari 1992  |
| 16  | Now Sit Right Back and You'll Hear a Tale | 24 februari 1992  |
| 17  | The Chamber                               | 2 maart 1992      |
| 18  | Shark's Cove                              | 20 april 1992     |
| 19  | The Lost Treasure of Tower 12             | 27 april 1992     |
| 20  | The Big Spill                             | 4 mei 1992        |
| 21  | Game of Chance                            | 11 mei 1992       |
| 22  | Summer of '85                             | 18 mei 1992       |

## Seizoen 3
| Nr. | Titel aflevering              | Uitzenddatum VS   |
| --- | ----------------------------- | ----------------- |
| 1   | River of No Return: Part 1    | 14 september 1992 |
| 2   | River of No Return: Part 2    | 21 september 1992 |
| 3   | Tequila Bay                   | 28 september 1992 |
| 4   | Rookie of the Year            | 5 oktober 1992    |
| 5   | Pier Pressure                 | 12 oktober 1992   |
| 6   | Showdown at Malibu Beach High | 19 oktober 1992   |
| 7   | Point Doom                    | 26 oktober 1992   |
| 8   | Princess of Tides             | 2 november 1992   |
| 9   | Masquerade                    | 9 november 1992   |
| 10  | Lifeguards Can't Jump         | 16 november 1992  |
| 11  | Dead of Summer                | 23 november 1992  |
| 12  | A Matter of Life and Death    | 4 januari 1993    |
| 13  | Island of Romance             | 11 januari 1993   |
| 14  | Strangers Among Us            | 18 januari 1993   |
| 15  | Vacation: Part 1              | 25 januari 1993   |
| 16  | Vacation: Part 2              | 1 februari 1993   |
| 17  | The Tower                     | 8 februari 1993   |
| 18  | Stakeout at Surfrider Beach   | 15 februari 1993  |
| 19  | Shattered: Part 1             | 19 april 1993     |
| 20  | Shattered: Part 2             | 26 april 1993     |
| 21  | Kicks                         | 3 mei 1993        |
| 22  | Fatal Exchange                | 10 mei 1993       |

## Seizoen 4
| Nr. | Titel aflevering          | Uitzenddatum VS   |
| --- | ------------------------- | ----------------- |
| 1   | Race Against Time: Part 1 | 20 september 1993 |
| 2   | Race Against Time: Part 2 | 20 september 1993 |
| 3   | Lover's Cove              | 27 september 1993 |
| 4   | Blindside                 | 4 oktober 1993    |
| 5   | Sky Rider                 | 11 oktober 1993   |
| 6   | Tentacles: Part 1         | 18 oktober 1993   |
| 7   | Tentacles: Part 2         | 25 oktober 1993   |
| 8   | Submersion                | 1 november 1993   |
| 9   | Ironman Buchannon         | 8 november 1993   |
| 10  | Tower of Power            | 15 november 1993  |
| 11  | The Child Inside          | 22 november 1993  |
| 12  | Second Time Around        | 17 januari 1994   |
| 13  | The Red Knights           | 24 januari 1994   |
| 14  | Coronado del Soul: Part 1 | 31 januari 1994   |
| 15  | Coronado del Soul: Part 2 | 7 februari 1994   |
| 16  | Mirror, Mirror            | 14 februari 1994  |
| 17  | The Falcon Manifesto      | 21 februari 1994  |
| 18  | Rescue Bay                | 28 februari 1994  |
| 19  | Western Exposure          | 25 april 1994     |
| 20  | The Life You Save         | 2 mei 1994        |
| 21  | Trading Places            | 9 mei 1994        |
| 22  | Guys & Dolls              | 16 mei 1994       |

## Seizoen 5
| Nr. | Titel aflevering                     | Uitzenddatum VS   |
| --- | ------------------------------------ | ----------------- |
| 1   | Livin' on the Fault Line: Part 1     | 26 september 1994 |
| 2   | Livin' on the Fault Line: Part 2     | 3 oktober 1994    |
| 3   | Aftershock                           | 10 oktober 1994   |
| 4   | Baja Run                             | 17 oktober 1994   |
| 5   | Air Buchannon                        | 24 oktober 1994   |
| 6   | Short Sighted                        | 31 oktober 1994   |
| 7   | Someone to Baywatch Over You         | 7 november 1994   |
| 8   | K-Gas the Groove Yard of Solid Gold  | 14 november 1994  |
| 9   | Red Wind                             | 21 november 1994  |
| 10  | I Spike                              | 28 november 1994  |
| 11  | Silent Night, Baywatch Night: Part 1 | 5 december 1994   |
| 12  | Silent Night, Baywatch Night: Part 2 | 12 december 1994  |
| 13  | Rubber Ducky                         | 30 januari 1995   |
| 14  | Homecoming (1995)                    | 6 februari 1995   |
| 15  | Seize the Day                        | 13 februari 1995  |
| 16  | A Little Help                        | 20 februari 1995  |
| 17  | Fathers Day                          | 27 februari 1995  |
| 18  | Fire with Fire                       | 24 april 1995     |
| 19  | Deep Trouble                         | 1 mei 1995        |
| 20  | Promised Land                        | 8 mei 1995        |
| 21  | The Runaways                         | 15 mei 1995       |
| 22  | Wet 'n' Wild                         | 22 mei 1995       |

## Seizoen 6
| Nr. | Titel aflevering                | Uitzenddatum VS   |
| --- | ------------------------------- | ----------------- |
| 1   | Trapped Beneath the Sea: Part 1 | 25 september 1995 |
| 2   | Trapped Beneath the Sea: Part 2 | 2 oktober 1995    |
| 3   | Hot Stuff                       | 9 oktober 1995    |
| 4   | Surf's Up                       | 16 oktober 1995   |
| 5   | To Everything There Is a Season | 23 oktober 1995   |
| 6   | Leap of Faith                   | 30 oktober 1995   |
| 7   | Face of Fear                    | 6 november 1995   |
| 8   | Hit and Run                     | 13 november 1995  |
| 9   | Home Is Where the Heat Is       | 20 november 1995  |
| 10  | Sweet Dreams                    | 27 november 1995  |
| 11  | The Incident                    | 15 januari 1996   |
| 12  | Beauty and the Beast            | 29 januari 1996   |
| 13  | Desperate Encounter             | 5 februari 1996   |
| 14  | Baywatch Angels                 | 12 februari 1996  |
| 15  | Bash at the Beach               | 19 februari 1996  |
| 16  | Freefall                        | 26 februari 1996  |
| 17  | Sail Away                       | 18 maart 1996     |
| 18  | Lost and Found                  | 25 maart 1996     |
| 19  | Forbidden Paradise: Part 1      | 22 april 1996     |
| 20  | Forbidden Paradise: Part 2      | 29 april 1996     |
| 21  | Last Wave                       | 6 mei 1996        |
| 22  | Go for the Gold                 | 13 mei 1996       |

## Seizoen 7
| Nr. | Titel aflevering             | Uitzenddatum VS   |
| --- | ---------------------------- | ----------------- |
| 1   | Shark Fever                  | 23 september 1996 |
| 2   | The Contest                  | 30 september 1996 |
| 3   | Liquid Assets                | 7 oktober 1996    |
| 4   | Windswept                    | 14 oktober 1996   |
| 5   | Scorcher                     | 21 oktober 1996   |
| 6   | Beachblast                   | 28 oktober 1996   |
| 7   | Guess Who's Coming to Dinner | 4 november 1996   |
| 8   | Let the Games Begin          | 11 november 1996  |
| 9   | Buried                       | 18 november 1996  |
| 10  | Search & Rescue              | 13 januari 1997   |
| 11  | Heal the Bay                 | 27 januari 1997   |
| 12  | Bachelor of the Month        | 3 februari 1997   |
| 13  | Chance of a Lifetime         | 10 februari 1997  |
| 14  | Talk Show                    | 17 februari 1997  |
| 15  | Life Guardian                | 24 februari 1997  |
| 16  | Matters of the Heart         | 3 maart 1997      |
| 17  | Rendezvous                   | 7 april 1997      |
| 18  | Hot Water                    | 14 april 1997     |
| 19  | Trial by Fire                | 21 april 1997     |
| 20  | Baywatch at Sea World        | 28 april 1997     |
| 21  | Golden Girls                 | 5 mei 1997        |
| 22  | Nevermore                    | 12 mei 1997       |

## Seizoen 8
| Nr. | Titel aflevering                     | Uitzenddatum VS   |
| --- | ------------------------------------ | ----------------- |
| 1   | Rookie Summer                        | 22 september 1997 |
| 2   | Next Generation                      | 29 september 1997 |
| 3   | The Choice                           | 6 oktober 1997    |
| 4   | Memorial Day                         | 13 oktober 1997   |
| 5   | Charlie                              | 20 oktober 1997   |
| 6   | Lifeguard Confidential               | 27 oktober 1997   |
| 7   | Out of the Blue                      | 3 november 1997   |
| 8   | Eel Nino                             | 10 november 1997  |
| 9   | Homecoming (1997)                    | 17 november 1997  |
| 10  | Missing                              | 24 november 1997  |
| 11  | Hijacked                             | 6 december 1997   |
| 12  | No Way Out                           | 26 januari 1998   |
| 13  | Countdown                            | 2 februari 1998   |
| 15  | To the Max                           | 16 februari 1998  |
| 16  | Night of the Dolphin                 | 23 februari 1998  |
| 17  | Full Throttle                        | 2 maart 1998      |
| 18  | Quarantine                           | 20 april 1998     |
| 19  | Diabolique                           | 27 april 1998     |
| 20  | Bon Voyage                           | 4 mei 1998        |
| 21  | White Thunder at Glacier Bay: Part 1 | 11 mei 1998       |
| 22  | White Thunder at Glacier Bay: Part 2 | 18 mei 1998       |

## Seizoen 9
| Nr. | Titel aflevering            | Uitzenddatum VS   |
| --- | --------------------------- | ----------------- |
| 1   | Crash: Part 1               | 21 september 1998 |
| 2   | Crash: Part 2               | 28 september 1998 |
| 3   | Sharks, Lies and Videotape  | 5 oktober 1998    |
| 4   | Dolphin Quest               | 12 oktober 1998   |
| 5   | The Natural                 | 19 oktober 1998   |
| 6   | Drop Zone                   | 26 oktober 1998   |
| 7   | Hot Summer Night            | 2 november 1998   |
| 8   | Swept Away                  | 9 november 1998   |
| 9   | The Swimmer                 | 16 november 1998  |
| 10  | Friends Forever             | 23 november 1998  |
| 11  | The Edge                    | 14 december 1998  |
| 12  | The Big Blue                | 11 januari 1999   |
| 13  | Come Fly with Me            | 18 januari 1999   |
| 14  | Boys Will Be Boys           | 1 februari 1999   |
| 15  | Baywatch Grand Prix         | 8 februari 1999   |
| 16  | Baywatch Down Under: Part 1 | 15 februari 1999  |
| 17  | Baywatch Down Under: Part 2 | 22 februari 1999  |
| 18  | Water Dance                 | 22 maart 1999     |
| 19  | Double Jeopardy             | 26 april 1999     |
| 20  | Wave Rage                   | 3 mei 1999        |
| 21  | Galaxy Girls                | 10 mei 1999       |
| 22  | Castles in the Sand         | 17 mei 1999       |

## Seizoen 10
| Nr. | Titel aflevering         | Uitzenddatum VS   |
| --- | ------------------------ | ----------------- |
| 1   | Aloha Baywatch           | 20 september 1999 |
| 2   | Mahalo Hawai'i           | 10 februari 1999  |
| 3   | Weak Link                | 9 oktober 1999    |
| 4   | Shark Island             | 16 oktober 1999   |
| 5   | Strike Team              | 18 oktober 1999   |
| 6   | Sunday in Kaua'i         | 25 oktober 1999   |
| 7   | Risk to Death            | 6 november 1999   |
| 8   | Father of the Groom      | 8 november 1999   |
| 9   | The Hunt                 | 15 november 1999  |
| 10  | Gold from the Deep       | 27 november 1999  |
| 11  | Bent                     | 11 december 1999  |
| 12  | Path of Least Resistance | 13 december 1999  |
| 13  | Liquid Visions           | 17 januari 2000   |
| 14  | Lines in the Sand        | 31 januari 2000   |
| 15  | The Hero                 | 7 februari 2000   |
| 16  | Thunder Tide             | 14 februari 2000  |
| 17  | Breath of Life           | 21 februari 2000  |
| 18  | Big Island Heat          | 13 maart 2000     |
| 19  | Maui Xterra              | 24 april 2000     |
| 20  | Baywatch O'Hana          | 1 mei 2000        |
| 21  | Last Rescue              | 8 mei 2000        |
| 22  | The Killing Machine      | 15 mei 2000       |

## Seizoen 11
| Nr. | Titel aflevering      | Uitzenddatum VS  |
| --- | --------------------- | ---------------- |
| 1   | Soul Survivor         | 2 oktober 2000   |
| 2   | Knife in the Back     | 9 oktober 2000   |
| 3   | Bad Boyz              | 16 oktober 2000  |
| 4   | Dangerous Games       | 23 oktober 2000  |
| 5   | Stone Cold            | 30 oktober 2000  |
| 6   | Broken Promises       | 6 november 2000  |
| 7   | Dream Girl            | 13 november 2000 |
| 8   | The Cage              | 20 november 2000 |
| 9   | Ben                   | 27 november 2000 |
| 10  | Ties That Bind        | 4 december 2000  |
| 11  | Black Widow           | 11 december 2001 |
| 12  | The Ex-Files          | 29 januari 2001  |
| 13  | The Stalker           | 5 februari 2001  |
| 14  | Father Faust          | 12 februari 2001 |
| 15  | A Good Man in a Storm | 19 februari 2001 |
| 16  | My Father, the Hero   | 26 februari 2001 |
| 17  | Boiling Point         | 9 april 2001     |
| 18  | The Return of Jessie  | 16 april 2001    |
| 19  | Trapped               | 23 april 2001    |
| 20  | Dead Reckoning        | 30 april 2001    |
| 21  | Makapu'u Lighthouse   | 7 mei 2001       |
| 22  | Rescue Me             | 14 mei 2001      |